# Johan David Åkerblad

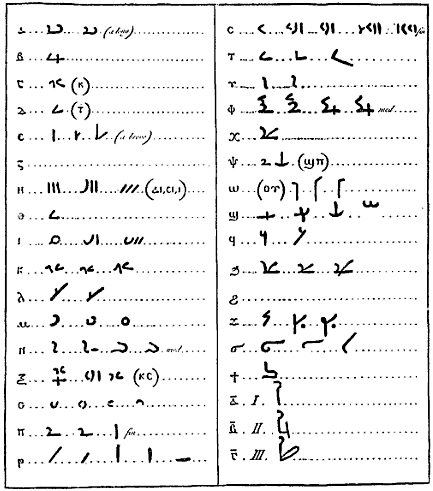
A tabela de caracteres fonéticos demóticos egípcios e seus equivalentes coptas (1802), de Johan Åkerblad.

Johan David Åkerblad (Estocolmo, 6 de maio de 1763  – Roma, 7 de fevereiro de 1819) foi um diplomata e orientalista sueco que teve papel importante no estudo da Pedra de Roseta e na posterior decifração da escrita hieroglífica da língua egípcia antiga. 

## Carreira
Johan David Åkerblad iniciou seus estudos de línguas clássicas e orientais na Universidade de Uppsala, em 1778. Em 1782 ele defendeu sua tese de graduação, orientado pelo professor Eric Michael Fant. A partir de 1783 ele melhorou suas habilidades linguísticas na chancelaria real sueca, em Constantinopla. 
A partir de 1784 ele foi diplomata na Ásia Menor, Síria, Palestina, Egito e Norte da África. 
Começando em 1800, ele conduziu pesquisas na Universidade de Göttingen e em outras instituições de ensino em Paris, Haia e Roma. Ele se concentrou no estudo do Antigo Egito. Ele também reuniu material para um dicionário da língua copta. 

## Pesquisa da Pedra de Roseta
Enquanto estava em Paris, ele foi aluno de Silvestre de Sacy. A investigação de Sacy sobre a Pedra de Roseta resultou na identificação de cinco nomes, incluindo "Alexandros". Essa descoberta foi anunciada por ele em 1802, e sua contribuição nessa área foi publicada no mesmo ano, em Paris. 
Åkerblad conseguiu identificar todos os nomes próprios no texto em egípcio demótico da Pedra de Roseta, em apenas dois meses. Ele também conseguiu notar palavras como "grego", "templo" e "egípcio" e descobriu o som correto de 14 dos 29 sinais, mas acreditava erroneamente que os hieróglifos demóticos eram inteiramente alfabéticos. Uma de suas estratégias, de comparar o demótico com o copta, mais tarde se tornou fundamental na decifração da escrita hieroglífica e da língua egípcia antiga por Champollion. 
Em 1810 Åkerblad enviou a Sacy para publicação seu trabalho intitulado MÉMOIRE: Sur les noms coptes de quelques villes et villages d'Égypte. No entanto, sua publicação foi adiada até 1834. Alguns estudiosos consideraram esse atraso motivado por considerações políticas ou pessoais.
Seus anos finais foram passados em Roma, onde foi apoiado por Elizabeth Cavendish, a duquesa de Devonshire e outros que admiravam seus talentos.

## Trabalhos publicados
- Johan David Åkerblad, Lettre sur l'inscription Égyptienne de Rosette: adressée au citoyen Silvestre de Sacy, Professeur de langue arabe à l'École spéciale des langues orientales vivantes, etc.; Réponse du citoyen Silvestre de Sacy. Paris: L'imprimerie de la République, 1802
- Om det sittande Marmorlejonet i Venedig (1800–3)
- 1802: Inscriptionis phoenicieæ Oxoniensis nova interpretatio
- 1804: Lettre sur une inscription phénicienne, trouvée à Athenes
- 1804: Notice sur deux inscriptions en caractères runiques, trouvées à Venise et sur les Varanges, avec les remarques de M. d'Ansse de Villoison
- 1811: Sopra due laminette di bronzo trovate ne' contorni di Atene. Dissertazione letta nell'accademia libera d'archeologia al campidoglio li 30. Giugno 1811 Digitalisat no Google Livros
- 1813: Inscrizione greca sopra una lamina di piombo, trovata in un sepolcro nelle vicinanze d'Atene
- 1817: Lettre à M:r le cheval. Italinsky sur une inscription phénicienne
- Johan David Åkerblad, MÉMOIRE: Sur les noms coptes de quelques villes et villages d'Égypte. Journal asiatique, 1834, vol. XIII p337